# Paratemnoides insularis
Espèce
Synonymes
- Atemnus insularis Banks, 1902

Paratemnoides insularis est une espèce de pseudoscorpions de la famille des Atemnidae.

## Distribution
Cette espèce est endémique des îles Galápagos.

## Description
L'holotype mesure 3,7 mm.

## Publication originale
- Banks, 1902 : Papers from the Hopkins Stanford Galapagos Expedition, 1898-1899. VII. Entomological results (6). Arachnida, part 1. Proceedings of the Washington Academy of Sciences, vol. 4, p. 49-70 (texte intégral).